# الجماش، کرواسی
الجماش، کرواتیا (به لاتین: Aljmaš, Croatia) یک منطقهٔ مسکونی در کرواسی است که در اوسییک-بارانجا واقع شده‌است.

## خصوصیات
الجماش ۶۰۵ نفر جمعیت دارد.